# داستان حیوانات

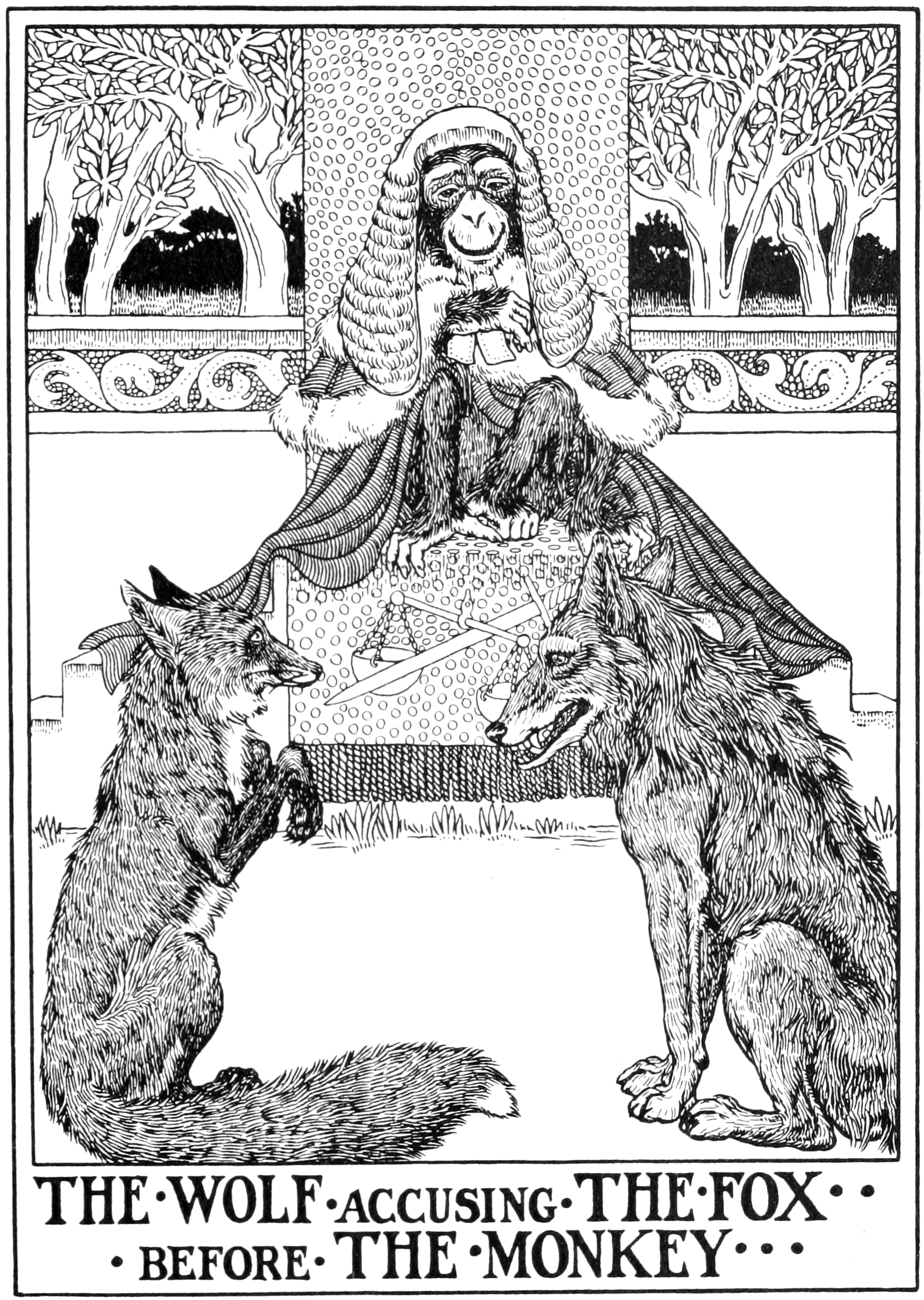
پادشاهی میمون و ترس روباه از گرگ

داستان حیوانات (انگلیسی: Animal tale) یا افسانه حیوانات یک داستان کوتاه یا شعر است که در آن حیوانات صحبت می‌کنند. حیوانات ممکن است ویژگی‌های انسانی دیگری نیز از خود نشان دهند، مانند زندگی در جامعه‌ای شبیه جوامع انسانی. این سبک یک شکل سنتی از نوشتن تمثیلی است.
داستان‌های حیوانات شمولیت جهانی دارند و همه می‌توانند آن را درک کنند؛ که گونه‌های حیوانی چگونه با یکدیگر ارتباط دارند؛ بنابراین، خوانندگان آن می‌توانند انگیزه‌های شخصیت‌ها را درک کنند، حتی اگر از پیشینه فرهنگی یکسان با نویسنده برخوردار نباشند. داستان‌های حیوانات را می‌توان در زمان‌ها و مکان‌هایی نیز یافت که از ریشه‌هایشان دور هستند.
آثار مهم پیشین در افسانه‌های جانوران پانچاتانترا و کلیله و دمنه (سانسکریت، عربی و فارسی)، ازوپ (یونانی)، هزار و یک شب (عربی و فارسی) و آثاری با شخصیت‌های اسطوره‌ای فریبکار در آفریقایی غربی و جوامع بومی آمریکا یافت می‌شوند. تمثیل‌های قرون وسطایی فرانسه، رومن دو رینارت، با شخصیت رینارد روباه، داستان حیوانات است.
افسانه‌های حیوانات معمولاً برای اهداف آموزشی بین زبان‌های مختلف ترجمه می‌شوند. برای مثال، نسخه‌های لاتین حکایت‌های ازوپ، در قرون وسطی اروپا، بیش از یک هزار سال پس از نگارش، مواد آموزشی معتبری بودند. به‌دلیل فقدان بافت اجتماعی انسانی، داستان‌های حیوانات می‌توانند به آسانی از فرهنگی به فرهنگ دیگر سرایت کنند. داستان‌های عمو رموس، شخصیت فریبکار به سبک آفریقایی را به فرهنگ آمریکایی معرفی کردند. «خرگوش برٍه» از بسیاری از شخصیت‌هایی که با آن‌ها روبه‌رو می‌شود کوچکتر و ضعیف‌تر است، اما با زیرکی دیگران را شکست می‌دهد، شبیه به شخصیت‌های فریبکار فولکلور آفریقایی، مثل آنانسی.

## برای‌مطالعه‌بیشتر
- Jill Mann, From Aesop to Reynard: Beast Literature in Medieval Britain. Oxford: Oxford University Press, 2010.
- Jill Mann, Ysengrimus: Text with Translation, Commentary, and Introduction. Leiden: Brill, 1997.
- Jan Ziolkowski, Talking animals: medieval Latin beast poetry, 750-1150. Philadelphia: University of Pennsylvania Press, 1993.